# Cedric Itten
Cedric Itten (Basilea, 27 de diciembre de 1996) es un futbolista suizo que juega de delantero en el Fortuna Düsseldorf de la 2. Bundesliga.

## Selección nacional
Itten fue internacional sub-18, sub-19, sub-20 y sub-21 con la selección de fútbol de Suiza, antes de convertirse en internacional absoluto el 15 de noviembre de 2019, en un partido frente a la selección de fútbol de Georgia de clasificación para la Eurocopa 2020, donde, además, anotó el único gol del partido, con el que le dio la victoria a Suiza.
Tres días después, volvió a jugar con Suiza, en esta ocasión frente a la selección de fútbol de Gibraltar, en un partido en el que hizo un doblete, en la goleada de su selección por 6-1.

### Goles internacionales
| N.º | Fecha                   | Lugar                       | Oponente  | Gol | Resultado | Competición                         |
| --- | ----------------------- | --------------------------- | --------- | --- | --------- | ----------------------------------- |
| 1.  | 15 de noviembre de 2019 | Kybunpark, San Galo, Suiza  | Georgia   | 1–0 | 1–0       | Clasificación para la Eurocopa 2020 |
| 2.  | 18 de noviembre de 2019 | Estadio Victoria, Gibraltar | Gibraltar | 1–0 | 6-1       | Clasificación para la Eurocopa 2020 |
| 3.  | 18 de noviembre de 2019 | Estadio Victoria, Gibraltar | Gibraltar | 5–1 | 6-1       | Clasificación para la Eurocopa 2020 |

## Clubes
| Club                          | País     | Año       |
| ----------------------------- | -------- | --------- |
| F. C. Basilea                 | Suiza    | 2015-2018 |
| F. C. Luzern (cedido)         | Suiza    | 2016-2017 |
| F. C. St. Gallen (cedido)     | Suiza    | 2018      |
| F. C. St. Gallen              | Suiza    | 2018-2020 |
| Rangers F. C.                 | Escocia  | 2020-2022 |
| SpVgg Greuther Fürth (cedido) | Alemania | 2021-2022 |
| B. S. C. Young Boys           | Suiza    | 2022-2025 |
| Fortuna Düsseldorf            | Alemania | @025-     |

## Palmarés

### Títulos nacionales
| Título               | Club                | País    | Año  |
| -------------------- | ------------------- | ------- | ---- |
| Superliga de Suiza   | F. C. Basilea       | Suiza   | 2016 |
| Scottish Premiership | Rangers F. C.       | Escocia | 2021 |
| Copa de Escocia      | Rangers F. C.       | Escocia | 2022 |
| Superliga de Suiza   | B. S. C. Young Boys | Suiza   | 2023 |
| Copa de Suiza        | B. S. C. Young Boys | Suiza   | 2023 |
| Superliga de Suiza   | B. S. C. Young Boys | Suiza   | 2024 |